# Apalonia cayennensis
Apalonia cayennensis (лат.) — вид жуков-стафилинид рода Apalonia из подсемейства Aleocharinae. Французская Гвиана.

## Описание
Мелкие коротконадкрылые жуки. Длина тела 2,8 мм. Тело блестящее, красновато-жёлтое и коричневое; жёлто-коричневые надкрылья, коричневые усики с четырьмя базальными антенномерами и одиннадцатыми жёлто-красноватыми, жёлто-красноватыми ногами. Глаза при виде сверху длиннее постокулярной области. Второй антенномер короче первого, третий длиннее второго, от четвертого до шестого по ширине, от седьмого до десятого поперечного. Этимология: новый вид получил свое название от города Кайенна во Французской Гвиане.  Формула лапок 4-5-5. Голова с отчетливой шеей. Максиллярные щупики состоят из 4 члеников, а лабиальные щупики из 3 сегментов.
Вид был впервые описан в 2015 году итальянским энтомологом Роберто Пейсом (Roberto Pace; 1935—2017) по материалам из Южной Америки (Французская Гвиана).